# 中国西沙主权碑
中国西沙主权碑位于现由中華人民共和国海南省三沙市管辖的南中国海西沙群岛永兴岛，设立于1999年。
中国西沙主权碑由中国人民解放军于1999年10月1日树立在永兴岛上。该碑记载了史实：西沙群岛被中国人最早发现命名，中国最早行使主权，虽曾先后被英、法、德、日等国侵占，但中国在1945年根据《开罗宣言》、《波茨坦公告》，派员考察西沙，并于1946年11月收复。